# Změna systému přidělování mandátů do PSP ČR v roce 2000
Změna volebního systému pro volby do Poslanecké sněmovny Parlamentu České republiky v roce 2000 byla v Česku uzákoněna na základě předchozích dohod mezi ODS a ČSSD, k nimž dal podnět politický vývoj po tzv. Sarajevském atentátu v roce 1997 a následných předčasných voleb; účelem bylo posílit stabilitu a eliminovat vliv malých stran.
Navrhovaná změna byla uzákoněna změnou zákona o volbách zákonem č. 204/2000 Sb. Prezident Václav Havel však nesouhlasil s posílením většinových prvků ve volebním systému a po neúspěšné snaze zákon vetovat navrhl Ústavnímu soudu zrušení změn. Nálezem Ústavního soudu č. 64/2001 Sb. pak byla většina podstatných změn volebního systému zrušena, neboť soud došel k názoru, že vzájemná kombinace prvků vychylujících volební systém většinovým směrem ve svém výsledku výrazně narušuje ústavní příkaz metody poměrného zastoupení do Poslanecké sněmovny. 
Výsledný zákon přijatý parlamentem zavedl systém volebního dělitele d'Hondt a volebními kraji určil 14 samosprávných krajů (včetně hlavní města Prahy). Pro každý kandidující subjekt byla zachována 5% uzavírací klauzule (pro koalice pak přísná sčítací klauzule).

## Účel změny volebního systému

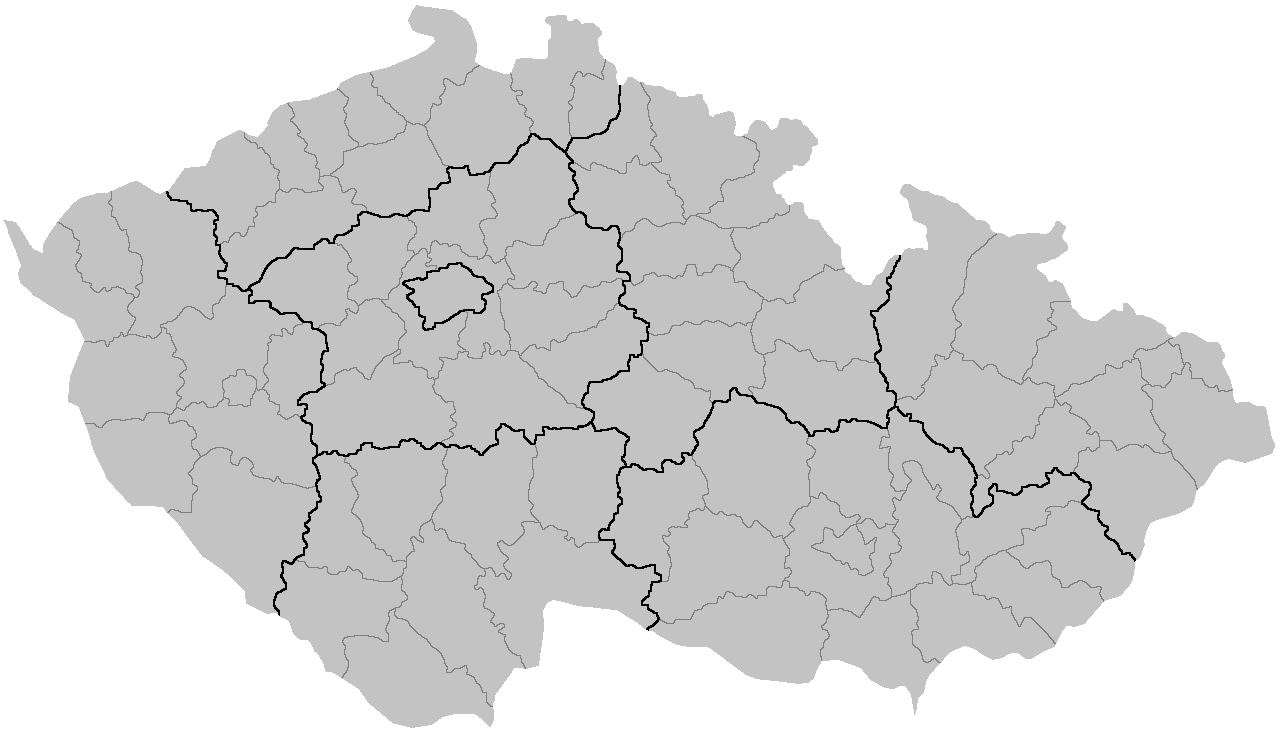
Map tzv. územních krajů identických s původními volebními obvody

Diskuze o volebním systému ožily po volbách do Poslanecké sněmovny v roce 1996 a 1998, kdy volby nevedly k jednoznačnému sestavení většinové vlády ze stran, které by měly blízký volební program, což je podmínkou stability vlády. Výsledkem bylo rozhodnutí největších politických stran České strany sociálně demokratické (ČSSD) a Občanské demokratické strany (ODS) v opoziční smlouvě  z roku 1998 změnit volební systém. Základním politickým zadáním byla možnost vytvoření většinové vlády z jedné velké (ČSSD, ODS) a jedné malé strany (KSČM, KDU-ČSL či Unie svobody) na základě výsledků voleb do Poslanecké sněmovny 1998 s přihlédnutím k výsledkům voleb 1996.

## Mezistranická komise
Pro konkrétní přípravu byla vytvořena mezistranická komise, kde se za ČSSD zúčastnil poslanec Zdeněk Koudelka, senátor a místopředseda vlády Pavel Rychetský, poslanec a místopředseda ČSSD Zdeněk Škromach, poslanec a první místopředseda vlády i ČSSD Vladimír Špidla a za ODS poslanec a místopředseda ODS Miroslav Beneš, předsedkyně Senátu a místopředsedkyně ODS Libuše Benešová, poslanec Martin Kocourek a senátor Milan Kondr, tato komise pro konkrétní předložení návrhu vytvořila pracovní dvojici ve složení Zdeněk Koudelka a Martin Kocourek. Výsledek jednání byl obsažen v dohodě o základních parametrech změny volebního systému mezi ČSSD a ODS z 26. 1. 2000 (toleranční patent).

## Jednotlivé návrhy a varianty
Při úvahách o změně volebního systému padly i návrhy ODS na zavedení většinového systému voleb do Poslanecké sněmovny či ponechání poměrného, ale snížení počtu poslanců, neboť menší počet rozdělovaných mandátů zvláště při malých volebních obvodech vede k posílení velkých a oslabení malých stran. Oba návrhy však vyžadovaly ústavní změnu, proto byly opuštěny pro svoji obtížnou politickou průchodnost ústavní většinou v Parlamentu.

### Volební dělitel
Poměrně rychle bylo přistoupeno k rozhodnutí opustit dvouskrutiniový systém Hagenbach-Bishoff a přejít k systému volebního dělitele, který nepotřebuje druhé volební skrutinium a tak jsou všechny mandáty přidělovány poslancům přímo na základě výsledků voleb s přihlédnutím k jejich postavení na volební kandidátce nebo k počtu získaných preferenčních hlasů a odpadne přidělování mandátů ve druhém skrutiniu stranickými centrálami. Z jednotlivých typů volebního dělitele se uvažovalo zvláště o ďHondt navrhovaném ČSSD a o Imperiali navrhovaném ODS, které se liší v prvním čísle volebního dělitele (d'Hondt 1; 2, 3…, Imperiali 2; 3; 4…). ďHondt méně preferuje větší politické strany než Imperiali, nesplňoval však základní politické zadání vytvoření většinové koalice z jedné velké a jedné malé strany ve volbách 1996 a 98. V rámci diskuzí pak odborná komise dospěla ke kompromisu navrženému Zdeňkem Koudelkou, kdy řada dělitelů začínala číslem 1,4 (diskutováno i 1,5 a druhá odmocnina ze 2, což je 1,414213562373) a následně pokračovala již celými čísly 2, 3, 4… V závěru jednání bylo přistoupeno na to, že prvním dělitelem bude číslo 1,42 jako nahoru zaokrouhlená odmocnina ze dvou. Tento kompromis byl označen nejprve jako volební dělitel Koudelka a v tolerančních dohodách jako vyrovnávací ďHondt.
O novém volebním děliteli bylo rozhodnuto, že bude použit nejen při volbách Poslanecké sněmovny, ale též při volbách zastupitelstev krajů  a obcí. Přičemž ODS navrhovala i při volbách krajských zastupitelstev volit ve volebních obvodech stanovených pro volbu Poslanecké sněmovny. ČSSD tento požadavek ODS odmítla z důvodu razantního odporu lidovců (KDU-ČSL) a Unie svobody (US), jejichž hlasy byly důležité pro prosazení zákonů o zřízení krajů v Parlamentu. Do krajů by tedy bylo voleno v jednom volebním obvodě totožným s příslušným územím kraje. Naopak bylo dosaženo dohody, že při volbách komunálních mohou být rozhodnutím příslušného zastupitelstva vytvářeny volební obvody v obcích, kde se volí víc než 15 zastupitelů.

### Volební obvody

Mapa 35 nově vytvářených volebních obvodů

Při rozdělení státu do volebních obvodů (volebních krajů) je nutné brát ohled na to, aby neklesl počet přidělovaných mandátů ani v nejmenších volebních obvodech pod určitou hranici. Vzhledem k tomu, že čl. 18 ods. 1 Ústavy č. 1/1993 Sb. stanoví volby do Poslanecké sněmovny na základě zásady poměrného zastoupení, bylo nutné tento ústavní příkaz respektovat. V krajním případě při jednomandátových obvodech se každý poměrný volební systém chová jako většinový jednokolový. Zásada poměrnosti zastoupení není realizována ani při dvoumandátových obvodech. Poměrné zastoupení je fakticky realizováno až při 4mandátovém volebním obvodu. V žádném nově ustaveném volebním kraji by se tedy neměly rozdělovat méně než 4 mandáty, což návrh ČSSD a ODS zavádějící 35 volebních obvodů rovněž respektoval. Samotný nový způsob volebního dělitele Koudelka je v rámci poměrného systému, jelikož jde o kompromis mezi d'Hondtem a Imperialim, přičemž oba tyto volební dělitelé jsou běžně v literatuře řazeny mezi typy poměrného volebního systému.
Nový volební systém s dělitelem ďHondt již svou podstatou znevýhodňoval malé strany, nicméně zůstala zachována 5% uzavírací klauzule pro vstup do Poslanecké sněmovny zjišťována v celostátním měřítku. Toto ustanovení mělo zabránit vstupu celostátně malých stran, ale regionálně silných, které by mohly v jednom či několika malých volebních obvodech získat potřebnou většinu pro zisk mandátu.
Významné z hlediska výsledku je nejen počet volebních obvodů (v zákoně nazývaných jako volební kraje), ale i jejich konkrétní vymezení s ohledem na předpokládané voličské chování obyvatelstva. I když bylo projednáváno několik variant konkrétního rozdělení země do 35 volebních obvodů, v dohodách ČSSD – ODS bylo rozhodnuto jen o velkých městech, kdy Praha se dělila na 4 volební obvody, Brno a Ostrava tvoří jeden volební obvod. ČSSD původně požadovala, aby byly respektovány hranice samosprávných krajů a okresů, přičemž město (včetně Prahy a Brna) mělo být maximálně jedním volebním obvodem. ODS se ztotožnila s respektem hranic krajů a okresů, navrhovala však více volebních obvodů v Praze a dva v Brně.

## Ústavní stížnost a nález Ústavního soudu
Prezident Václav Havel však nesouhlasil s posílením většinových prvků ve volebním systému a parlamentem schválený zákon 26. července 2000 vetoval. Jeho veto bylo nicméně 7. července 2000 Poslaneckou sněmovnou přehlasováno. Prezident proto o deset dní později navrhl Ústavnímu soudu zrušení vybraných částí zákona jako neústavních: § 27 věty první, § 48 odst. 4, § 49 odst. 1 písm. b), c) a d) a odst. 3 písm. b), c) a d), § 50 odst. 1, 2 a 3 a příloh č. 1 a 2 zákona. A to pro názor, že tyto úpravy jdou proti článku 18 odst. 1 Ústavy, která pro volby do Poslanecké sněmovny mj. ukládá použít systém podle zásady poměrného zastoupení a článku 22 Listiny základních práv a svobod, který má umožňovat a ochraňovat svobodnou soutěž politických sil v demokratické společnosti.
V září 2000 se k ústavní stížnosti přidala skupina 33 senátorů požadujících (navíc oproti prezidentskému návrhu) zrušení ustanovení § 31 odst. 4 a § 85 věty třetí téhož zákona.
Ve svém nálezu z 24. ledna 2001 pak Ústavní soud rozhodl o části rozporovaných usnesení zákona 247/1995 Sb., o volbách do Parlamentu České republiky, když:
- zrušil:
  - pro rozpor s čl. 1, 5 Ústavy, čl. 22 Listiny, čl. 9 odst. 2 a čl. 18 odst. 1 Ústavy:
    - § 27 větu první - vytvoření 35 volebních krajů dle přílohy č. 1
    - § 48 odst. 4 - nejnižší počet mandátů pro volební kraj jsou a případné přerozdělení chybějících mandátů pro menší kraje
    - § 50 
      - odst. 1 - tzv. volební dělitel Koudelka/vyrovnávací d'Hondt
      - odst. 2 - velikost, pořadí a přidělování podílů hlasů ve volebním kraji
      - odst. 3 - co získaný podíl to jeden mandát

    - příloha č. 1 - seznam volebních krajů pro volby do Poslanecké sněmovny s uvedením jejich sídla
    - příloha č. 2 zákona - maximální počty kandidátů na kandidátních listinách ve volebních krajích

  - pro rozpor s čl. 5 Ústavy a čl. 22 Listiny:
    - § 31 odst. 4 - výše a metoda platby volební kauce
    - § 85 větu třetí - výše a metoda určení tzv. příspěvku na úhradu volebních nákladů
- v platnosti ponechal:
  - § 49 odst. 1 písm. b, c, d - sčítací uzavírací klauzule 10, 15 a 20 % pro dvou-, tří- a vícečlenné koalice
  - § 49 odst. 3 písm. b, c, d - snižování uzavírací klauzule pro případ volebního úspěchu pouze jednoho politického subjektu
- a zrušil také platnost související vyhlášky MFČR č. 268/2000 Sb. - kauce pro volby do Poslanecké sněmovny.

## Výsledná podoba volebního zákona

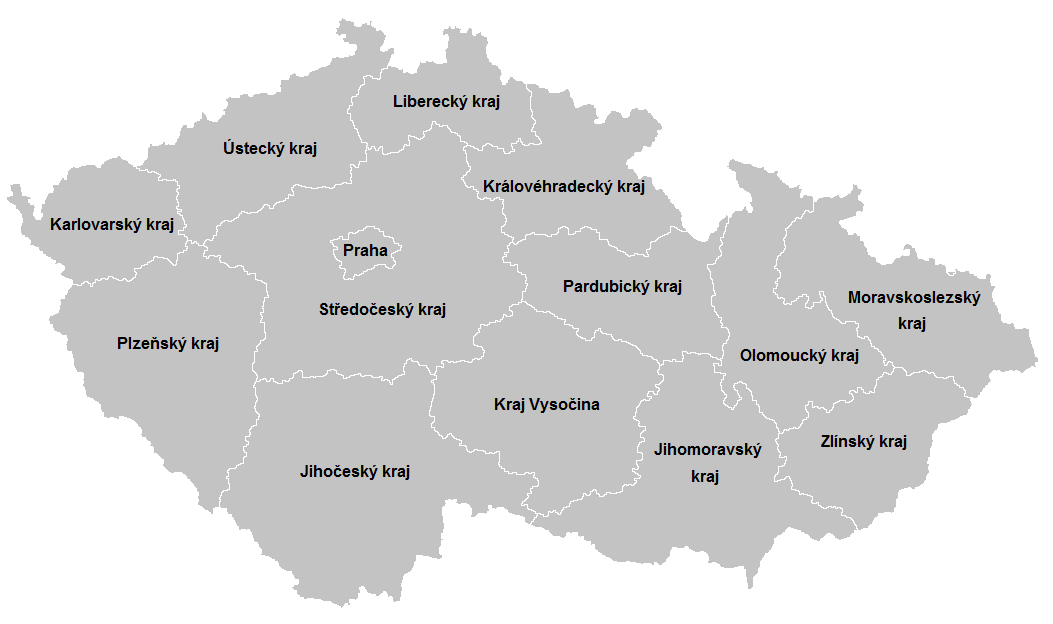
Nakonec se novými volebními obvody staly samosprávné kraje

Po zásahu Ústavního soudu projednala Poslanecká sněmovna novou úpravu volebního zákona. V senátních volbách v roce 2000 vyhrála Čtyřkoalice a vládní strany tak už neměly potřebnou většinu pro změnu volebního zákona bez souhlasu menších stran. Výsledkem byl zákon, který sice přijal jednoskrutiniový systém volebního dělitele dle d'Hondta, ale bez dalších modifikací. Volebními kraji bylo určeno 13 samosprávných krajů a hlavní město Praha a byl jim určen maximální počet mandátů. Příspěvěk na úhradu volebních nákladů pro stranu nebo koalici která překročila 1,5 % byl stanoven na 100 Kč za hlas. Zachována byly celostátní 5% uzavírací klauzule pro samostatný subjekt a sčítačí klauzule pro koalice.
Volební dělitel Koudelka zůstal zachován pro volby zastupitelstev krajů. 